# Hysterectomie
Bij een hysterectomie of uterusextirpatie wordt de uterus (baarmoeder) verwijderd. Hystera is het Griekse woord voor baarmoeder. Extirpatie is de (operatieve) verwijdering van een orgaan of gezwel. Tegenwoordig wordt hysterectomie toegepast in geval van gynaecologische aandoeningen, zoals ernstige menstruatieklachten, vleesbomen of een verzakking van de baarmoeder. Ook bij baarmoederkanker en baarmoederhalskanker wordt de ingreep soms overwogen.
De typen uterusextirpatie zijn onder te verdelen:
- de operatietoegangsweg:
  - via de buik: abdominale uterusextirpatie (AUE).
  - via de vagina: vaginale uterusextirpatie (VUE).
  - Standaard laparoscopisch (kijkoperatie) met drie of vier incisies (sneetjes)
  - LESS-techniek (kijkoperatie) via één enkele incisie in de navel
  - laparoscopisch geassisteerde vaginale hysterectomie (LAVH)
- de uitgebreidheid van operatie:
  - baarmoeder alleen: uterusextirpatie
  - baarmoeder, zonder baarmoedermond (cervix): subtotale uterusextirpatie (SUE)
  - baarmoeder met eierstokken (ovaria): totale uterusextirpatie of: uterus extirpatie met bilaterale salpingo-ovariëctomie (BSO)
  - baarmoederverwijdering met omgevend weefsel bij baarmoederhalskanker: Wertheimoperatie